# César Aparecido Rodrigues
César Aparecido Rodrigues, meglio noto solo come César (San Paolo, 24 ottobre 1974), è un dirigente sportivo, allenatore di calcio, ex calciatore, giocatore di beach soccer e giocatore di calcio a 8 brasiliano, di ruolo difensore o centrocampista, attuale direttore tecnico ed allenatore della categoria Giovanissimi Regionali U14 Eccellenza dell'Atletico 2000.

## Caratteristiche tecniche

### Giocatore

#### Calcio
Ricopriva il ruolo di difensore e centrocampista di fascia sinistra.

## Carriera

### Giocatore

#### Calcio - Club

##### In Brasile e la detenzione in carcere
Cresciuto nelle giovanili del Clube Atlético Juventus, con questa società raggiunge nel 1994 la promozione nel Campionato Paulista, la massima categoria calcistica dello stato di Sao Paulo. Il presidente della squadra aveva deciso così di regalare 100.000 dollari ai giocatori, ma alla consegna il dirigente incaricato era stato rapinato dell'ingente somma da due uomini armati. César, appena diciannovenne, trovato complice dei rapinatori, confessa e viene condannato a 5 anni e 4 mesi di carcere.
Nel 1998 riprende l'attività calcistica con l'União Barbarense, al quale viene ceduto in prestito dal São Caetano. Con la formazione bianconera vince il campionato Paulista Serie A-2, ottenendo così la promozione nel Campionato Paulista. La stagione successiva ritorna al São Caetano, diventando poi anche capitano della squadra, con cui arriva sorprendentemente a disputare nel 2000 la finale per il titolo nazionale, persa contro il Vasco da Gama.

##### L'arrivo in Italia: Lazio e Inter
Arriva in Italia nell'estate del 2001, destinazione Lazio. Il club biancoceleste se lo aggiudica per una cifra di circa 5 milioni di dollari e gli fa firmare un contratto di cinque anni. Dopo un inizio incerto è l'arrivo di Roberto Mancini alla guida del club a consacrare in Italia il brasiliano. Il 27 agosto 2003 realizza il primo gol in Champions League contro il Benfica (0-1) ma pochi giorni dopo si infortuna in campionato nella gara casalinga contro il Lecce (4-1), il suo rientro avviene nel gennaio 2004 proprio nella gara di ritorno contro il Lecce nel quale Cesar realizza i gol del decisivo 0-1. Nonostante le poche presenze stagionali per via dell'infortunio sono ben 6 le reti del terzino biancoceleste di cui 3 in una sola partita (5-2 al Siena). Nel 2004 la Coppa Italia è il primo trofeo vinto in Italia. Realizza il 6 gennaio 2005 uno dei tre gol con cui i biancocelesti battono la Roma nel sentitissimo derby capitolino, uno dei momenti più positivi per i laziali in una stagione complicata. L'annata successiva diventa il capitano della Lazio, ma al termine del calciomercato di gennaio 2006 passa all'Inter dove nel frattempo Mancini era diventato l'allenatore. In nerazzurro trova poco spazio, venendo utilizzato con regolarità solo in alcune partite di Coppa Italia. Con i nerazzurri colleziona anche una presenza in Champions League e vince uno Scudetto ed una Coppa Italia. A livello realizzativo ha trovato la via del gol nel successo contro la Reggina per 4-0 del 22 aprile 2006.

##### Al Corinthians e il ritorno in Italia: di nuovo Inter e le esperienze in provincia
Nell'estate 2006 passa al Corinthians con la formula del prestito e nel gennaio del 2007, durante la finestra invernale del calciomercato, torna a giocare in Serie A, stavolta al Livorno, ancora in prestito. A fine campionato torna a disposizione dell'Inter, con Mancini che gli dà fiducia anche in campionato, visto anche che non è stato inserito nelle liste UEFA per la Champions League. Con la squadra nerazzurra vince il suo secondo scudetto. Nel luglio 2008 scade il contratto con la squadra nerazzurra e rimane svincolato. A novembre dello stesso anno, passa al Bologna. Esordisce con la nuova maglia 5 giorni dopo in Bologna-Palermo (1-1). Conclude il campionato con 6 presenze. Nell'ottobre 2009 firma un contratto con il Pescina VG, società abruzzese di Lega Pro Prima Divisione.

#### Nazionale
Le prestazioni offerte con la maglia del sorprendente São Caetano valgono a César la convocazione della Nazionale brasiliana, con la quale debutta il 28 marzo 2001 nella partita di qualificazione al Mondiale nippo-coreano persa in Ecuador per 1-0.

#### Calcio a 8 - Club
Il 5 febbraio 2018 viene ufficialmente presentato a stampa e tifosi come nuovo centrocampista della sezione calcio a 8 della S.S. Lazio. Decide di accettare la sfida del ritorno all'attività sportiva per amore dei colori biancocelesti e per tornare a divertirsi. Come numero di maglia sceglie quello che lo ha accompagnato nella sua ultima stagione laziale: il 10.
Beach soccer
Nel 2016 firma con il Terracina beach soccer

### Dopo il ritiro
Una volta smesso con il calcio giocato, César intraprende la carriera di allenatore, e il 12 agosto 2011 diventa il tecnico della squadra Giovanissimi Provinciali Fascia B della Lazio, venendo promosso alla guida degli Allievi Elite Fascia B la stagione successiva.
Il 17 settembre 2013, Cèsar viene ingaggiato dal Frosinone per la panchina degli Allievi nazionali.
Nel marzo 2018, l'ex calciatore brasiliano viene ingaggiato dalla società pontina della Samagor, affiliata alla Lazio, come tecnico della categoria Giovanissimi Regionali.
A gennaio 2021 diventa direttore tecnico della società romana Atletico 2000, affiliata al Perugia, ricoprendo anche il ruolo di allenatore per la categoria Giovanissimi Regionali U14 Eccellenza.

## Statistiche

### Giocatore

#### Presenze e reti nei club
Statistiche aggiornate al 25 gennaio 2010.
| Stagione           | Squadra            | Campionato         | Campionato | Campionato | Coppe nazionali | Coppe nazionali | Coppe nazionali | Coppe continentali | Coppe continentali | Coppe continentali | Altre coppe | Altre coppe | Altre coppe | Totale | Totale |
| Stagione           | Squadra            | Comp               | Pres       | Reti       | Comp            | Pres            | Reti            | Comp               | Pres               | Reti               | Comp        | Pres        | Reti        | Pres   | Reti   |
| ------------------ | ------------------ | ------------------ | ---------- | ---------- | --------------- | --------------- | --------------- | ------------------ | ------------------ | ------------------ | ----------- | ----------- | ----------- | ------ | ------ |
| 1994               | Juventus-SP        | A2/SP+C            | ?          | ?          | -               | -               | -               | -                  | -                  | -                  | -           | -           | -           | ?      | ?      |
| 1995               | Juventus-SP        | A1/SP              | ?          | ?          | -               | -               | -               | -                  | -                  | -                  | -           | -           | -           | ?      | ?      |
| 1996               | Juventus-SP        | A1/SP+C            | ?          | ?          | -               | -               | -               | -                  | -                  | -                  | -           | -           | -           | ?      | ?      |
| 1997               | Juventus-SP        | A1/SP+C            | ?          | ?          | -               | -               | -               | -                  | -                  | -                  | -           | -           | -           | ?      | ?      |
| Totale Juventus-SP | Totale Juventus-SP | Totale Juventus-SP | 78         | 21         |                 | -               | -               |                    | -                  | -                  |             | -           | -           | 78     | 21     |
| 1998               | União Barbarense   | A2/SP              | 32         | 7          | -               | -               | -               | -                  | -                  | -                  | -           | -           | -           | 32     | 7      |
| 1999               | São Caetano        | A2/SP+B            | 17         | 0          | -               | -               | -               | -                  | -                  | -                  | -           | -           | -           | 17     | 0      |
| 2000               | São Caetano        | A2/SP+A            | 31         | 8          | -               | -               | -               | -                  | -                  | -                  | -           | -           | -           | 31     | 8      |
| 2001               | São Caetano        | A1/SP+A            | ?          | ?          | -               | -               | -               | CL                 | 7                  | 2                  | -           | -           | -           | 7      | 2      |
| Totale São Caetano | Totale São Caetano | Totale São Caetano | 48+        | 8+         |                 | -               | -               |                    | 7                  | 2                  |             | -           | -           | 55+    | 10+    |
| 2001-2002          | Lazio              | A                  | 15         | 0          | CI              | 3               | 1               | UCL                | 3                  | 0                  | -           | -           | -           | 21     | 1      |
| 2002-2003          | Lazio              | A                  | 26         | 3          | CI              | 1               | 0               | CU                 | 9                  | 1                  | -           | -           | -           | 36     | 4      |
| 2003-2004          | Lazio              | A                  | 14         | 6          | CI              | 5               | 1               | UCL                | 1                  | 1                  | -           | -           | -           | 20     | 8      |
| 2004-2005          | Lazio              | A                  | 20         | 3          | CI              | 2               | 0               | CU                 | 4                  | 1                  | SI          | 1           | 0           | 27     | 4      |
| 2005-gen. 2006     | Lazio              | A                  | 11         | 1          | CI              | 0               | 0               | Int.               | 4                  | 0                  | -           | -           | -           | 15     | 1      |
| Totale Lazio       | Totale Lazio       | Totale Lazio       | 86         | 13         |                 | 11              | 2               |                    | 21                 | 3                  |             | 1           | 0           | 119    | 18     |
| gen.-giu. 2006     | Inter              | A                  | 8          | 1          | CI              | 3               | 0               | UCL                | 2                  | 0                  | SI          | -           | -           | 13     | 1      |
| 2006-gen. 2007     | Corinthians        | A                  | 13         | 1          | -               | -               | -               | CS                 | 3                  | 0                  | -           | -           | -           | 16     | 1      |
| gen.-giu. 2007     | Livorno            | A                  | 9          | 1          | CI              | -               | -               | -                  | -                  | -                  | -           | -           | -           | 9      | 1      |
| 2007-2008          | Inter              | A                  | 17         | 1          | CI              | 6               | 1               | UCL                | 0                  | 0                  | SI          | 0           | 0           | 23     | 2      |
| Totale Inter       | Totale Inter       | Totale Inter       | 25         | 2          |                 | 9               | 1               |                    | 2                  | 0                  |             | 0           | 0           | 36     | 3      |
| nov. 2008-2009     | Bologna            | A                  | 6          | 0          | CI              | 1               | 0               | -                  | -                  | -                  | -           | -           | -           | 7      | 0      |
| 2009-2010          | Pescina VG         | PD                 | 16+2       | 3          | CI+CI-LP        | 0+0             | 0+0             | -                  | -                  | -                  | -           | -           | -           | 18     | 3      |
| Totale             | Totale             | Totale             | 237+       | 35+        |                 | 21              | 3               |                    | 33                 | 5                  |             | 1           | 0           | 292+   | 43+    |

### Cronologia presenze e reti in Nazionale
| Cronologia completa delle presenze e delle reti in nazionale ― Brasile | Cronologia completa delle presenze e delle reti in nazionale ― Brasile | Cronologia completa delle presenze e delle reti in nazionale ― Brasile | Cronologia completa delle presenze e delle reti in nazionale ― Brasile | Cronologia completa delle presenze e delle reti in nazionale ― Brasile | Cronologia completa delle presenze e delle reti in nazionale ― Brasile | Cronologia completa delle presenze e delle reti in nazionale ― Brasile | Cronologia completa delle presenze e delle reti in nazionale ― Brasile |
| Data                                                                   | Città                                                                  | In casa                                                                | Risultato                                                              | Ospiti                                                                 | Competizione                                                           | Reti                                                                   | Note                                                                   |
| ---------------------------------------------------------------------- | ---------------------------------------------------------------------- | ---------------------------------------------------------------------- | ---------------------------------------------------------------------- | ---------------------------------------------------------------------- | ---------------------------------------------------------------------- | ---------------------------------------------------------------------- | ---------------------------------------------------------------------- |
| 28-3-2001                                                              | Quito                                                                  | Ecuador                                                                | 1 – 0                                                                  | Brasile                                                                | Qual. Mondiali 2002                                                    | -                                                                      |                                                                        |
| 25-4-2001                                                              | San Paolo                                                              | Brasile                                                                | 1 – 1                                                                  | Perù                                                                   | Qual. Mondiali 2002                                                    | -                                                                      |                                                                        |
| Totale                                                                 |                                                                        | Presenze                                                               | 2                                                                      |                                                                        | Reti                                                                   | 0                                                                      |                                                                        |

## Palmarès

### Giocatore

#### Competizioni statali
- Campeonato Paulista Série A2: 2

União Barbarense: 1998
São Caetano: 2000

#### Competizioni nazionali
- Coppa Italia: 2

Lazio: 2003-2004
Inter: 2005-2006
- Campionato italiano: 2

Inter: 2005-2006, 2007-2008